# Dendrobium arcuatum
Dendrobium arcuatum är en orkidéart som beskrevs av Johannes Jacobus Smith. Dendrobium arcuatum ingår i släktet Dendrobium, och familjen orkidéer. Inga underarter finns listade i Catalogue of Life.